# Bejt Gamli'el
Bejt Gamli'el (hebrejsky בֵּית גַּמְלִיאֵל, doslova „Gamli'elův dům“, v oficiálním přepisu do angličtiny Bet Gamli'el, přepisováno též Beit Gamli'el) je vesnice typu mošav v Izraeli, v Centrálním distriktu, v Oblastní radě Chevel Javne.

## Geografie
Leží v nadmořské výšce 28 metrů v hustě osídlené a zemědělsky intenzivně využívané pobřežní nížině, při dolním toku řeky Nachal Sorek, která vesnici míjí na západní straně.
Obec se nachází 9 kilometrů od břehu Středozemního moře, cca 24 kilometrů jižně od centra Tel Avivu, cca 45 kilometrů severozápadně od historického jádra Jeruzalému a 2 kilometry jihovýchodně od města Javne. Bejt Gamli'el obývají Židé, přičemž osídlení v tomto regionu je etnicky převážně židovské.
Bejt Gamli'el je na dopravní síť napojen pomocí místní silnice číslo 410.

## Dějiny
Bejt Gamli'el byl založen v roce 1949. Pojmenován je podle Gamli'ela II., který v nedalekém Javne předsedal v 1. století našeho letopočtu sanhedrinu. Zakladateli mošavu byli židovští přistěhovalci z Rumunska, Maďarska a Československa napojení na náboženskou sionistickou organizaci ha-Po'el ha-Mizrachi. Další židovští osadníci sem pak přišli z Alžírska a Tuniska.
Místní ekonomika je založena na zemědělství, kterým se ale přímo živí jen menšina obyvatel. Větší část místních lidí dojíždí za prací mimo obec. Koncem 20. století začala stavební expanze mošavu, při které zde vyrostla skupina nových rodinných domů. V obci fungují zařízení předškolní péče o děti. Základní škola je k dispozici v Kvucat Javne. Dále jsou tu tři synagogy, sportovní areály a zdravotní středisko. Působí tu mládežnické sdružení Bnej Akiva.

## Demografie
Podle údajů z roku 2014 tvořili naprostou většinu obyvatel v Bejt Gamli'el Židé (včetně statistické kategorie "ostatní", která zahrnuje nearabské obyvatele židovského původu ale bez formální příslušnosti k židovskému náboženství).
Jde o menší obec vesnického typu s populací, která na přelomu 20. a 21. století skokově narostla a pokračuje v setrvalém stoupání. K 31. prosinci 2014 zde žilo 951 lidí. Během roku 2014 populace stoupla o 2,6 %.
| Rok            | 1961 | 1972 | 1983 | 1995 | 2001 | 2003 | 2004 | 2005 | 2006 | 2007 | 2008 | 2009 | 2010 | 2011 | 2012 | 2013 | 2014 |
| -------------- | ---- | ---- | ---- | ---- | ---- | ---- | ---- | ---- | ---- | ---- | ---- | ---- | ---- | ---- | ---- | ---- | ---- |
| Počet obyvatel | 490  | 330  | 331  | 491  | 701  | 749  | 830  | 858  | 914  | 952  | 971  | 899  | 899  | 901  | 920  | 927  | 951  |